# UEFA Women's Cup 2006/07
De UEFA Women's Cup 2006/07  was de zesde editie van de UEFA Women's Cup. Het toernooi werd gewonnen door Arsenal FC die in de finale tweevoudig winnaar Umeå IK (2003, 2004) over twee wedstrijden met 1-0 versloeg.
Het speelplan van deze editie was gelijk aan de opzet van de twee voorgaande seizoenen. Er namen 42 landskampioenen en de titelverdediger deel. In de eerste ronde namen 36 clubs deel die in negen groepen, die in toernooi vorm bij een van de deelnemende clubs werden afgerond, speelden en waarvan de groepswinnaar zich plaatste voor de tweede ronde. De negen groepswinnaars en zeven vrijgestelde clubs, de titelverdediger 1. FCC Frankfurt, 1. FFC Turbine Potsdam, Umeå IK, Arsenal LFC, Brøndby IF, Kolbotn IL en AC Sparta Praag, speelden de tweede ronde in vier groepen die ook in toernooi vorm bij een van de deelnemende clubs werden afgerond en de nummers één en twee plaatsen zich voor de knock-outfase.

## Kwalificatie
|   | club            | w - g - v | punten | doelsaldo |
| - | --------------- | --------- | ------ | --------- |
| 1 | SV Saestum      | 3 - 0 - 0 | 9      | 15-1      |
| 2 | Cardiff City FC | 2 - 0 - 1 | 6      | 5-4       |
| 3 | ZNK Maksimir    | 1 - 0 - 2 | 3      | 10-10     |
| 4 | Dundalk FC      | 0 - 0 - 3 | 0      | 1-16      |

| datum      | thuisclub       | uitslag | uitclub         |
| ---------- | --------------- | ------- | --------------- |
| 08-08-2006 | Cardiff City FC | 2-0     | Dundalk FC      |
| 08-08-2006 | SV Saestum      | 7-0     | ZNK Maksimir    |
| 10-08-2006 | SV Saestum      | 6-1     | Dundalk FC      |
| 10-08-2006 | Cardiff City FC | 3-2     | ZNK Maksimir    |
| 13-08-2006 | SV Saestum      | 2-0     | Cardiff City FC |
| 13-08-2006 | ZNK Maksimir    | 8-0     | Dundalk FC      |

|   | club                | w - g - v | punten | doelsaldo |
| - | ------------------- | --------- | ------ | --------- |
| 1 | RCD Espanyol        | 3 - 0 - 0 | 9      | 12-1      |
| 2 | Juvisy FCF          | 2 - 0 - 1 | 6      | 12-1      |
| 3 | Hibernian Edinburgh | 1 - 0 - 2 | 3      | 3-11      |
| 4 | KÍ Klaksvík         | 0 - 0 - 3 | 0      | 1-15      |

| datum      | thuisclub           | uitslag | uitclub             |
| ---------- | ------------------- | ------- | ------------------- |
| 08-08-2006 | Juvisy FCF          | 6-0     | KÍ Klaksvík         |
| 08-08-2006 | RCD Espanyol        | 4-1     | Hibernian Edinburgh |
| 10-08-2006 | RCD Espanyol        | 1-0     | Juvisy FCF          |
| 10-08-2006 | Hibernian Edinburgh | 2-1     | KÍ Klaksvík         |
| 13-08-2006 | Juvisy FCF          | 6-0     | Hibernian Edinburgh |
| 13-08-2006 | RCD Espanyol        | 7-0     | KÍ Klaksvík         |

|   | club                  | w - g - v | punten | doelsaldo |
| - | --------------------- | --------- | ------ | --------- |
| 1 | Breiðablik Kópavogur  | 3 - 0 - 0 | 9      | 14-0      |
| 2 | SV Neulengbach        | 2 - 0 - 1 | 6      | 8-4       |
| 3 | SU 1. Dezembro        | 1 - 0 - 2 | 3      | 7-8       |
| 4 | Newtownabbey Strikers | 0 - 0 - 3 | 0      | 2-19      |

| datum      | thuisclub            | uitslag | uitclub               |
| ---------- | -------------------- | ------- | --------------------- |
| 08-08-2006 | Breiðablik Kópavogur | 4-0     | SU 1. Dezembro        |
| 08-08-2006 | SV Neulengbach       | 5-1     | Newtownabbey Strikers |
| 10-08-2006 | SU 1. Dezembro       | 7-1     | Newtownabbey Strikers |
| 10-08-2006 | Breiðablik Kópavogur | 3-0     | SV Neulengbach        |
| 13-08-2006 | SV Neulengbach       | 3-0     | SU 1. Dezembro        |
| 13-08-2006 | Breiðablik Kópavogur | 7-0     | Newtownabbey Strikers |

|   | club           | w - g - v | punten | doelsaldo |
| - | -------------- | --------- | ------ | --------- |
| 1 | HJK Helsinki   | 3 - 0 - 0 | 9      | 10-0      |
| 2 | KS AZS Wroclaw | 1 - 1 - 1 | 4      | 6-4       |
| 3 | FFC Zuchwil 05 | 1 - 1 - 1 | 4      | 5-5       |
| 4 | KFF Shkiponjat | 0 - 0 - 3 | 0      | 2-14      |

| datum      | thuisclub      | uitslag | uitclub        |
| ---------- | -------------- | ------- | -------------- |
| 08-08-2006 | KS AZS Wroclaw | 4-1     | KFF Shkiponjat |
| 08-08-2006 | HJK Helsinki   | 2-0     | FFC Zuchwil 05 |
| 10-08-2006 | HJK Helsinki   | 1-0     | KS AZS Wroclaw |
| 10-08-2006 | FFC Zuchwil 05 | 3-1     | KFF Shkiponjat |
| 12-08-2006 | KS AZS Wroclaw | 2-2     | FFC Zuchwil 05 |
| 12-08-2006 | HJK Helsinki   | 7-0     | KFF Shkiponjat |

|   | club                 | w - g - v | punten | doelsaldo |
| - | -------------------- | --------- | ------ | --------- |
| 1 | Universitet Vitebsk  | 2 - 0 - 1 | 6      | 2-1       |
| 2 | ASD Fiammamonza      | 2 - 0 - 1 | 6      | 4-1       |
| 3 | SFK 2000 Sarajevo    | 1 - 1 - 1 | 4      | 2-2       |
| 4 | Gintra Universitetas | 0 - 1 - 2 | 1      | 1-5       |

| datum      | thuisclub           | uitslag | uitclub              |
| ---------- | ------------------- | ------- | -------------------- |
| 08-08-2006 | ASD Fiammamonza     | 1-0     | SFK 2000 Sarajevo    |
| 08-08-2006 | Universitet Vitebsk | 1-0     | Gintra Universitetas |
| 10-08-2006 | Universitet Vitebsk | 1-0     | ASD Fiammamonza      |
| 10-08-2006 | SFK 2000 Sarajevo   | 1-1     | Gintra Universitetas |
| 13-08-2006 | Universitet Vitebsk | 0-1     | SFK 2000 Sarajevo    |
| 13-08-2006 | ASD Fiammamonza     | 3-0     | Gintra Universitetas |

|   | club                 | w - g - v | punten | doelsaldo |
| - | -------------------- | --------- | ------ | --------- |
| 1 | KFC Rapide Wezemaal  | 3 - 0 - 0 | 9      | 18-1      |
| 2 | ZFK Niš              | 2 - 0 - 1 | 6      | 10-9      |
| 3 | ZNK Pomurje Bogojina | 1 - 0 - 2 | 3      | 9-9       |
| 4 | Pärnu JK             | 0 - 0 - 3 | 0      | 2-20      |

| datum      | thuisclub            | uitslag | uitclub              |
| ---------- | -------------------- | ------- | -------------------- |
| 08-08-2006 | KFC Rapide Wezemaal  | 5-0     | ZNK Pomurje Bogojina |
| 08-08-2006 | ZFK Niš              | 6-1     | Pärnu JK             |
| 10-08-2006 | KFC Rapide Wezemaal  | 7-0     | Pärnu JK             |
| 10-08-2006 | ZFK Niš              | 3-2     | ZNK Pomurje Bogojina |
| 13-08-2006 | KFC Rapide Wezemaal  | 6-1     | ZFK Niš              |
| 13-08-2006 | ZNK Pomurje Bogojina | 7-1     | Pärnu JK             |

|   | club                 | w - g - v | punten | doelsaldo |
| - | -------------------- | --------- | ------ | --------- |
| 1 | FC Rossiyanka        | 3 - 0 - 0 | 9      | 18-3      |
| 2 | Alma KTZH            | 2 - 0 - 1 | 6      | 11-9      |
| 3 | FK Slovan Duslo Šaľa | 1 - 0 - 2 | 3      | 4-11      |
| 4 | CFF Clujana Cluj     | 0 - 0 - 3 | 0      | 2-12      |

| datum      | thuisclub            | uitslag | uitclub              |
| ---------- | -------------------- | ------- | -------------------- |
| 08-08-2006 | FK Slovan Duslo Šaľa | 1-0     | CFF Clujana Cluj     |
| 08-08-2006 | FC Rossiyanka        | 5-2     | Alma KTZH            |
| 10-08-2006 | FC Rossiyanka        | 7-0     | CFF Clujana Cluj     |
| 10-08-2006 | Alma KTZH            | 5-2     | FK Slovan Duslo Šaľa |
| 13-08-2006 | Alma KTZH            | 4-2     | CFF Clujana Cluj     |
| 13-08-2006 | FC Rossiyanka        | 6-1     | FK Slovan Duslo Šaľa |

|   | club                     | w - g - v | punten | doelsaldo |
| - | ------------------------ | --------- | ------ | --------- |
| 1 | Legend-Cheksil Chernigov | 3 - 0 - 0 | 9      | 12-0      |
| 2 | Maccabi Holon            | 1 - 1 - 1 | 4      | 6-4       |
| 3 | PAOK Saloniki            | 1 - 1 - 1 | 4      | 6-8       |
| 4 | AEK Kokkinochovion       | 0 - 0 - 3 | 0      | 2-14      |

| datum      | thuisclub                | uitslag | uitclub            |
| ---------- | ------------------------ | ------- | ------------------ |
| 08-08-2006 | Legend-Cheksil Chernigov | 4-0     | AEK Kokkinochovion |
| 08-08-2006 | Maccabi Holon            | 1-1     | PAOK Saloniki      |
| 10-08-2006 | Maccabi Holon            | 5-0     | AEK Kokkinochovion |
| 10-08-2006 | Legend-Cheksil Chernigov | 5-0     | PAOK Saloniki      |
| 13-08-2006 | Legend-Cheksil Chernigov | 3-0     | Maccabi Holon      |
| 13-08-2006 | PAOK Saloniki            | 5-2     | AEK Kokkinochovion |

|   | club                  | w - g - v | punten | doelsaldo |
| - | --------------------- | --------- | ------ | --------- |
| 1 | 1. FC Femina Budapest | 3 - 0 - 0 | 9      | 15-1      |
| 2 | FC NSA Sofia          | 2 - 0 - 1 | 6      | 10-2      |
| 3 | FC Narta Chişinău     | 1 - 0 - 2 | 3      | 3-11      |
| 4 | Gömrükcü Bakoe        | 0 - 0 - 3 | 0      | 2-16      |

| datum      | thuisclub             | uitslag | uitclub           |
| ---------- | --------------------- | ------- | ----------------- |
| 08-08-2006 | FC NSA Sofia          | 3-1     | FC Narta Chişinău |
| 08-08-2006 | 1. FC Femina Budapest | 7-1     | Gömrükcü Bakoe    |
| 10-08-2006 | FC Narta Chişinău     | 2-1     | Gömrükcü Bakoe    |
| 10-08-2006 | 1. FC Femina Budapest | 1-0     | FC NSA Sofia      |
| 13-08-2006 | FC NSA Sofia          | 7-0     | Gömrükcü Bakoe    |
| 13-08-2006 | 1. FC Femina Budapest | 7-0     | FC Narta Chişinău |

## Groepsfase
|   | club                 | w - g - v | punten | doelsaldo |
| - | -------------------- | --------- | ------ | --------- |
| 1 | 1. FFC Frankfurt     | 3 - 0 - 0 | 9      | 12-0      |
| 2 | Breiðablik Kópavogur | 2 - 0 - 1 | 6      | 3-6       |
| 3 | HJK Helsinki         | 0 - 1 - 2 | 1      | 1-4       |
| 4 | Universitet Vitebsk  | 0 - 1 - 2 | 1      | 0-6       |

| datum       | thuisclub            | uitslag | uitclub              |
| ----------- | -------------------- | ------- | -------------------- |
| 12-09-2006  | Breiðablik Kópavogur | 2-1     | HJK Helsinki         |
| 12-09-2006  | 1. FFC Frankfurt     | 5-0     | Universitet Vitebsk  |
| 14-09-2006  | 1. FFC Frankfurt     | 5-0     | Breiðablik Kópavogur |
| 14-09-2006  | HJK Helsinki         | 0-0     | Universitet Vitebsk  |
| 127-09-2006 | 1. FFC Frankfurt     | 2-0     | HJK Helsinki         |
| 127-09-2006 | Breiðablik Kópavogur | 1-0     | Universitet Vitebsk  |

|   | club                     | w - g - v | punten | doelsaldo |
| - | ------------------------ | --------- | ------ | --------- |
| 1 | Umeå IK                  | 3 - 0 - 0 | 9      | 7-1       |
| 2 | Kolbotn IL               | 2 - 0 - 1 | 6      | 7-5       |
| 3 | RCD Espanyol             | 1 - 0 - 2 | 3      | 7-7       |
| 4 | Legend-Cheksil Chernigov | 0 - 0 - 3 | 0      | 1-9       |

| datum      | thuisclub    | uitslag | uitclub                  |
| ---------- | ------------ | ------- | ------------------------ |
| 12-09-2006 | Kolbotn IL   | 4-2     | RCD Espanyol             |
| 12-09-2006 | Umeå IK      | 2-0     | Legend-Cheksil Chernigov |
| 14-09-2006 | Umeå IK      | 3-0     | RCD Espanyol             |
| 14-09-2006 | Kolbotn IL   | 2-1     | Legend-Cheksil Chernigov |
| 17-09-2006 | Umeå IK      | 2-1     | Kolbotn IL               |
| 17-09-2006 | RCD Espanyol | 5-0     | Legend-Cheksil Chernigov |

|   | club                   | w - g - v | punten | doelsaldo |
| - | ---------------------- | --------- | ------ | --------- |
| 1 | 1. FFC Turbine Potsdam | 2 - 1 - 0 | 7      | 7-2       |
| 2 | SV Saestum             | 2 - 1 - 0 | 7      | 7-3       |
| 3 | KFC Rapide Wezemaal    | 1 - 0 - 2 | 3      | 4-5       |
| 4 | AC Sparta Praag        | 0 - 0 - 3 | 0      | 3-11      |

| datum      | thuisclub              | uitslag | uitclub             |
| ---------- | ---------------------- | ------- | ------------------- |
| 12-09-2006 | 1. FFC Turbine Potsdam | 1-0     | KFC Rapide Wezemaal |
| 12-09-2006 | SV Saestum             | 3-1     | AC Sparta Praag     |
| 14-09-2006 | KFC Rapide Wezemaal    | 4-2     | AC Sparta Praag     |
| 14-09-2006 | 1. FFC Turbine Potsdam | 2-2     | SV Saestum          |
| 17-09-2006 | 1. FFC Turbine Potsdam | 4-0     | AC Sparta Praag     |
| 17-09-2006 | SV Saestum             | 2-0     | KFC Rapide Wezemaal |

|   | club                  | w - g - v | punten | doelsaldo |
| - | --------------------- | --------- | ------ | --------- |
| 1 | Arsenal LFC           | 3 - 0 - 0 | 9      | 12-4      |
| 2 | Brøndby IF            | 2 - 0 - 1 | 6      | 7-3       |
| 3 | FC Rossiyanka         | 1 - 0 - 2 | 3      | 9-9       |
| 4 | 1. FC Femina Budapest | 0 - 0 - 3 | 0      | 3-15      |

| datum      | thuisclub     | uitslag | uitclub               |
| ---------- | ------------- | ------- | --------------------- |
| 12-09-2006 | Brøndby IF    | 5-1     | 1. FC Femina Budapest |
| 12-09-2006 | Arsenal LFC   | 5-4     | FC Rossiyanka         |
| 14-09-2006 | Arsenal LFC   | 6-0     | 1. FC Femina Budapest |
| 14-09-2006 | Brøndby IF    | 2-1     | FC Rossiyanka         |
| 17-09-2006 | Arsenal LFC   | 1-0     | Brøndby IF            |
| 17-09-2006 | FC Rossiyanka | 4-2     | 1. FC Femina Budapest |

## Knock-outfase

### Kwartfinale
De wedstrijden werden gespeeld op 11, 12 oktober en 18, 19 oktober 2006.
| club 1               | 1e w | 2e w | club 2                 |
| -------------------- | ---- | ---- | ---------------------- |
| Breiðablik Kópavogur | 0-5  | 1-4  | Arsenal LFC            |
| SV Saestum           | 1-6  | 2-5  | Umeå IK                |
| Brøndby IF           | 3-0  | 1-2  | 1. FFC Turbine Potsdam |
| Kolbotn IL           | 2-1  | 2-3  | 1. FFC Frankfurt       |

### Halve finale
De wedstrijden werden gespeeld op 4 november en 11, 12 november 2006.
| club 1     | 1e w | 2e w | club 2      |
| ---------- | ---- | ---- | ----------- |
| Brøndby IF | 2-2  | 0-3  | Arsenal LFC |
| Kolbotn IL | 1-5  | 0-6  | Umeå IK     |

### Finale
De finale werd over twee wedstrijden gespeeld op 21 en 28 april 2007.
| club 1  | 1e w | 2e w | club 2      |
| ------- | ---- | ---- | ----------- |
| Umeå IK | 0-1  | 0-0  | Arsenal LFC |